# プロパルギット
プロパルギット（英: Propargite、別名BPPS）はプロパルギル基を持つ、亜硫酸エステル系・ジフェニルエーテル系の殺虫剤（殺ダニ剤）の一種。

## 用途
アメリカのノーガタックケミカルが開発し、日本では1967年5月18日に農薬登録を受けた。「オマイト」の商品名で、ミカンやリンゴのハダニ類の駆除に使われる。

## 安全性
半数致死量（LD50）はラットへの経口投与で1,750mg/kg。ラットへの経皮投与で1,400mg/kg。目や皮膚に刺激性がある。一日摂取許容量（ADI）は0.0083mg/kg/day。両生類や魚類など水生生物に有害である。引火点は不明だが可燃性であり、第4類危険物に指定されている。